# James Bruce (8e comte d'Elgin)
Pour les articles homonymes, voir Lord Elgin, James Bruce et Bruce.
 (septembre 2019).
Si vous disposez d'ouvrages ou d'articles de référence ou si vous connaissez des sites web de qualité traitant du thème abordé ici, merci de compléter l'article en donnant les références utiles à sa vérifiabilité et en les liant à la section « Notes et références ».
James Bruce, 8e comte d'Elgin et 12e comte de Kincardine, né le 20 juillet 1811 à Londres et mort le 20 novembre 1863 à Dharamsala, plus connu sous le titre de Lord Elgin, est un administrateur colonial et un diplomate britannique. Il est particulièrement connu comme étant le gouverneur-général de la colonie du Canada-Uni ayant mis en place le gouvernement responsable, mais aussi pour avoir été vice-roi des Indes et pour avoir ordonné la destruction du palais d'Été en Chine.

## Biographie

### Jeunesse et famille
Né à Londres, il est le second fils de Thomas Bruce, 7e comte d’Elgin et 11e comte de Kincardine († 1841). Sa seconde épouse, Mary Lambton, était la fille de John Lambton, 1er comte de Durham (en) (plus connu au Canada sous le nom de Lord Durham), auteur du controversé Report on the Affairs of British North America (1839), et nièce du secrétaire d'État aux Colonies, le 3e comte Grey.

### Gouverneur de Jamaïque
Il est gouverneur de la Jamaïque de 1842 à 1846.

### Gouverneur général du Canada

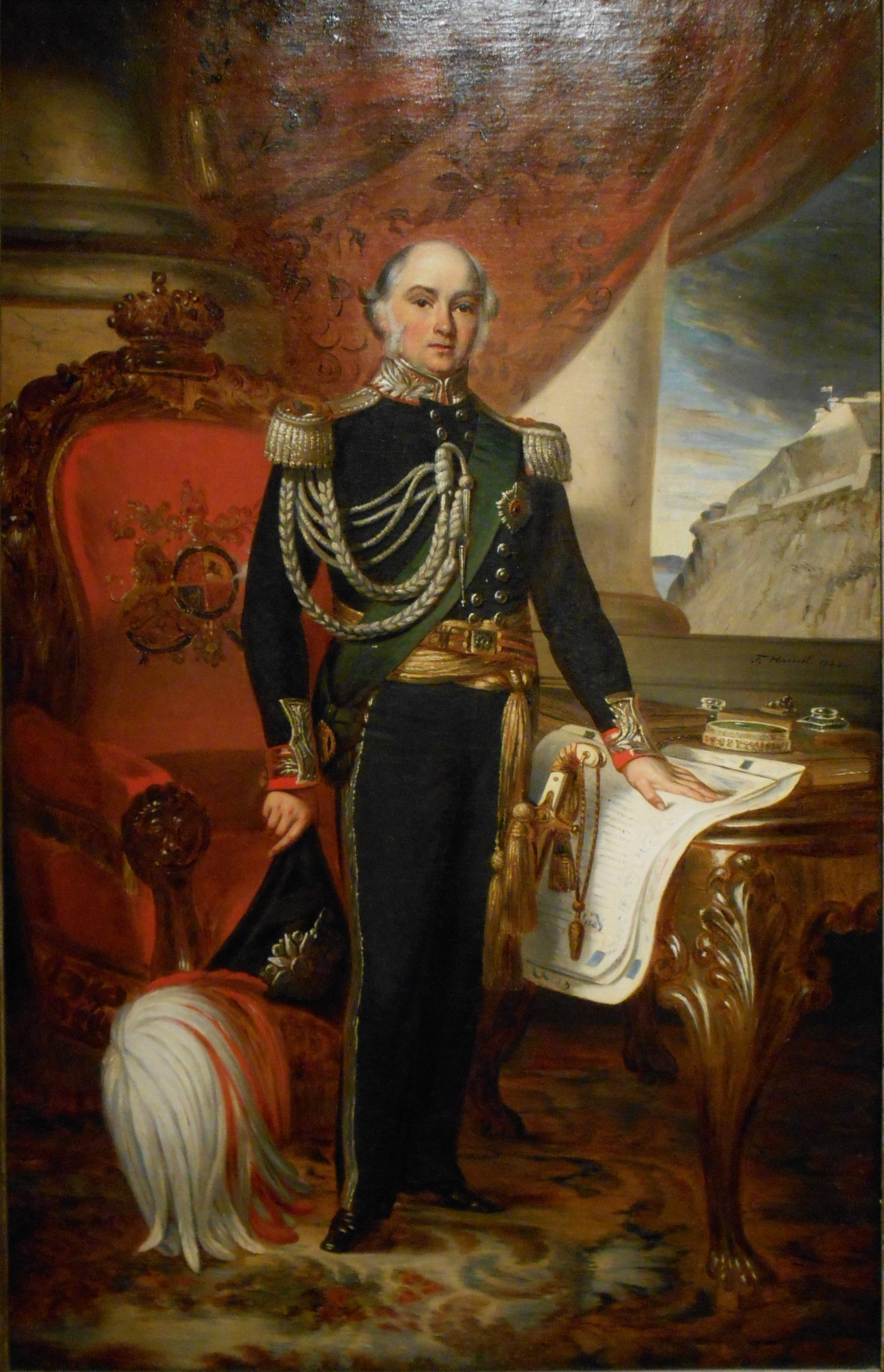
Lord Elgin, alors gouverneur général du Canada, par Théophile Hamel.

Il est gouverneur général du Canada-Uni de 1847 à 1854.
C’est lui qui fait les premières concessions pour permettre l’établissement d’un gouvernement responsable au Canada-Uni. En 1848, les partis réformateurs modérés du Canada-Est et du Canada-Ouest, dirigés par Louis-Hippolyte Lafontaine et Robert Baldwin, ont fait élire plus de représentants que les conservateurs. Lord Elgin demanda à ces deux partis de former conjointement le gouvernement. Après la formation du gouvernement, Lord Elgin est le premier gouverneur-général à se distancer des affaires de la législature et à laisser des pouvoirs réels aux élus du peuple, ouvrant la voie à ce qui est aujourd’hui la fonction essentiellement symbolique du gouverneur général au Canada-Uni.

Armes de James Bruce

Il signe les lois qui ont été proposées par Lafontaine et votées par le Parlement pour abolir le régime seigneurial au Canada-Est et pour accorder l'amnistie aux chefs des Patriotes du Canada-Est qui avaient été exilés. Ce dernier projet de loi n'est pas accepté par les loyalistes du Canada-Est qui protestent violemment et font même brûler le Parlement alors localisé à Montréal.
En 1854, Lord Elgin négocie un traité de réciprocité avec les États-Unis pour stimuler l’économie de la colonie.

### Haut-commissaire pour la Chine
En 1857, il devient haut commissaire pour la Chine. Il visite la Chine et le Japon en 1858 et 1859. Il supervise la fin de la seconde guerre de l'opium et ordonne la destruction du Palais d'Été (résidence et siège du gouvernement de la dynastie Qing) près de Pékin.
Lord Elgin signe aussi un traité d’amitié et de commerce avec le Japon en 1858.

### Vice-roi des Indes

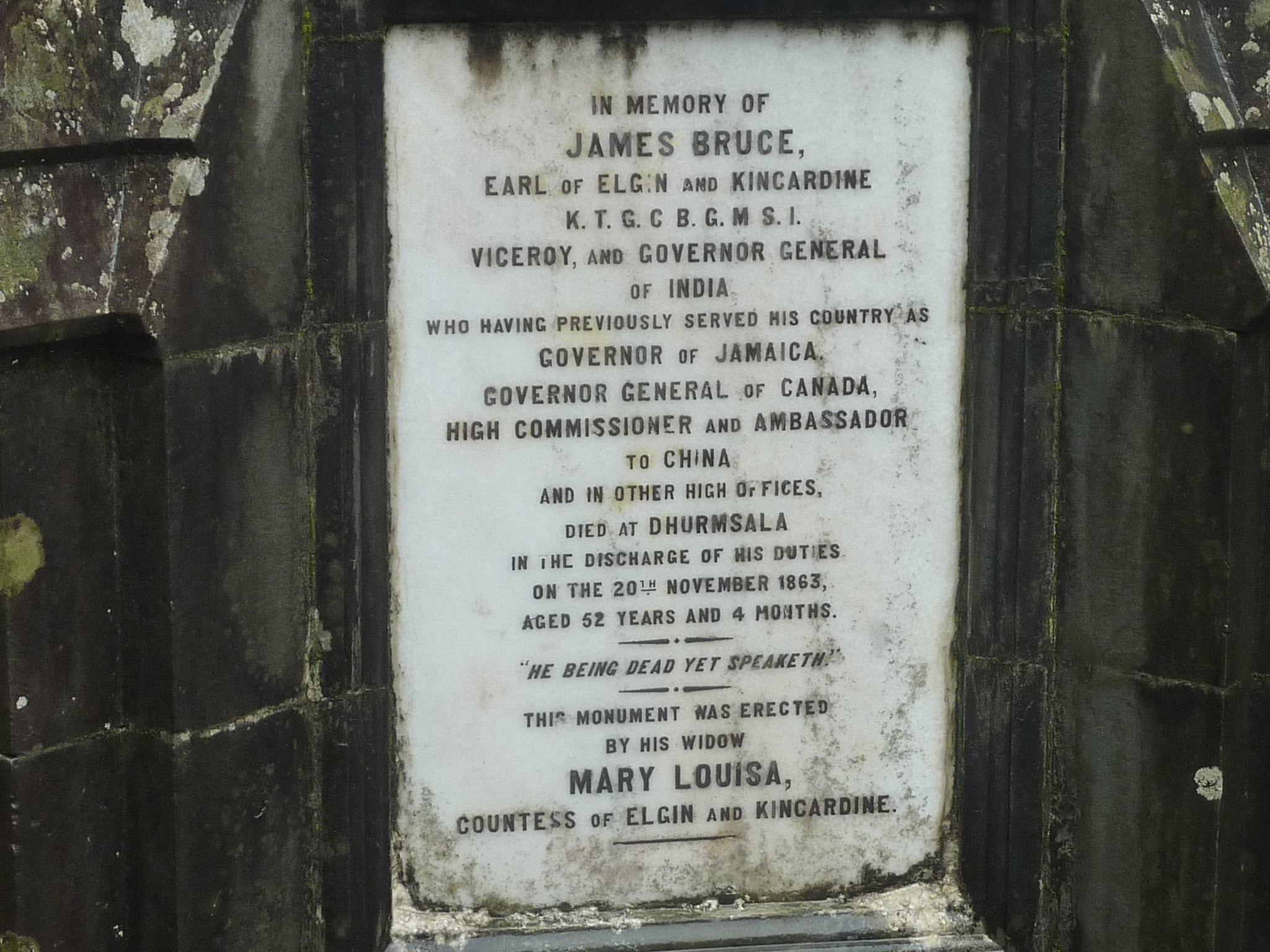
i 2012 James Bruce memorial

Nommé vice-roi des Indes en 1861, Lord Elgin mourut à Dharamsala en 1863.  

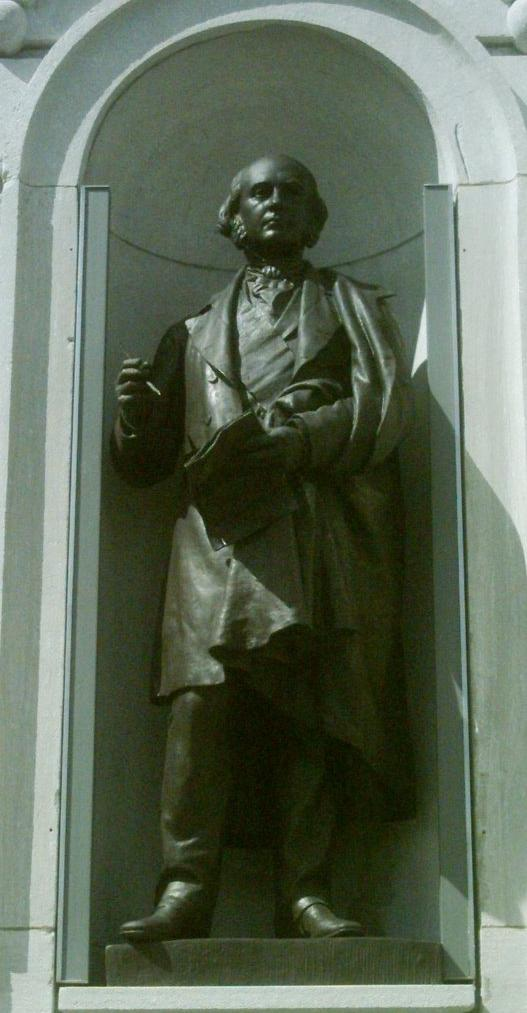
James Bruce, Lord Elgin, statue de la façade du parlement, Québec.
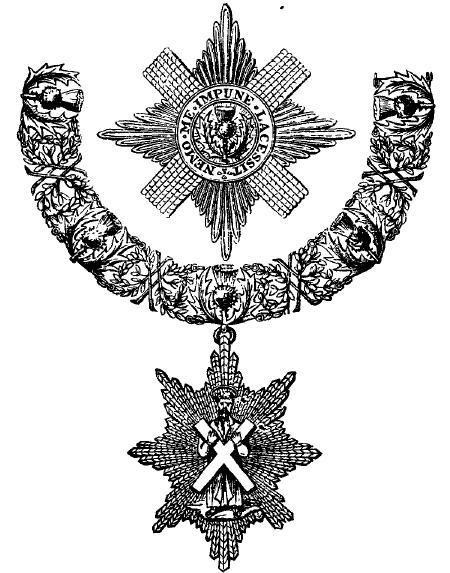